# Scinax cuspidatus
Scinax cuspidatus es una especie de anfibios de la familia Hylidae. Es endémica de Brasil.
Sus hábitats naturales incluyen bosques tropicales o subtropicales secos y a baja altitud, zonas de arbustos, praderas a baja altitud, marismas de agua dulce, corrientes intermitentes de agua, zonas rocosas, zonas previamente boscosas ahora muy degradadas y estanques. Está amenazada de extinción por la destrucción de su hábitat natural.